# Playboys
Playboys es el nombre del segundo álbum de estudio de la banda finlandesa The Rasmus (en aquel entonces conocidos simplemente como Rasmus), lanzado en 1997 por la disquera Warner Music Finland. 
El álbum se convirtió en disco de oro en Finlandia, al igual que el sencillo Blue, cuando este fue lanzado en mayo del mismo año. A pesar de que el álbum tuvo cierto éxito en Finlandia, no logró el mismo efecto fuera de ese país.
Además de la banda, hubo muchos músicos adicionales (véase más abajo) que aparecieron en Playboys. Esto hizo que el álbum tenga un sonido diferente al de su predecesor Peep. De rap con la voz del cantante Lauri Ylönen, se hizo más como rapcore.

## Lista de canciones
1. Playboys – 2:58
2. Blue – 4:22
3. Ice – 2:45
4. Sophia – 2:42
5. Wicked Moments – 2:56
6. Wellwell – 3:19
7. Sold – 3:54
8. Carousel – 1:44
9. Jailer – 2:51
10. Kola – 3:42
11. Raggatip – 3:22
12. Violence – 2:20
13. Panda" – 2:50

## Sencillos
- El primer sencillo del álbum fue Blue, lanzado en 1997.
- Kola fue el segundo sencillo, lanzado en 1997.
- El tercer sencillo fue Playboys, lanzado también en 1997.
- Ice (el segundo EP de la banda) fue el cuarto y último sencillo de este álbum, lanzado en 1998.

## Créditos
The Rasmus
- Lauri Ylönen: Vocales
- Pauli Rantasalmi: Guitarra
- Eero Heinonen: Bajo
- Janne Heiskanen: Batería

Músicos adicionales
- Illka Herkman – Fonógrafo, saxofón, coros
- Axel F. – Trompeta
- Aleksi Ahoniemi – Saxofón
- Matti Lappalainen – Trombón
- Mamba Abdissa Assefa – Percusión
- Timo Lavanko – Alto saxophone, Clarinete en "Panda"
- Tuukka Helminen – Violonchelo en "Blue"
- Tuomo Prättälä – Piano eléctrico en "Sold"
- Mara Salminen – Teclado en "Wicked Moments", "Panda", "Well Well"
- Hannu Pikkarainen – Panda 49 en "Blue"
- Essi Grönberg – Coros en "Raggatip", "Wicked Moments"
- Katja Aakkula – Coros en "Raggatip"

Personal adicional
- Producido por The Rasmus y Illka Herkman
- Grabado y mezcla por Juha Heininen y Illka Herkman
- Masterizado por Pauli Saastamoinen
- Fotografía por Rascar